# Peștele Zburător (constelație)
Peștele Zburător (în latină, Volans sau Piscis Volans) este o constelație de pe cerul austral.

## Obiecte cerești
Coordonate:  08h 00m 00s, −70° 00′ 00″